# Dan Abnett
Dan Abnett   (Rochdale, 12 d'octubre de 1965) és un guionista de còmics i novel·lista anglès. Ha estat un col·laborador freqüent amb el seu també escriptor Andy Lanning, i és conegut pel seu treball en llibres tant per a Marvel Comics com per la seva empremta britànica, Marvel UK, des dels anys noranta i també a 2000 AD. També ha col·laborat amb títols de DC Comics, i les seves novel·les i novel·les gràfiques Warhammer Fantasy i Warhammer 40.000 per a la Black Library de Games Workshop ara tenen diverses dotzenes de títols i han venut més de dos milions de còpies. El 2009 va publicar les seves primeres novel·les de ficció originals a través dels llibres Angry Robot.

## Biografia
Daniel P. Abnett va néixer a Rochdale, Lancashire, el 12 d'octubre de 1965. es va matricular a St.Edmund Hall, Oxford el 1984, i s'hi va graduar el 1987.
Com un dels escriptors més prolífics de l'any 2000, Abnett va ser responsable de la creació d'una de les tires més conegudes i de més llarga durada del còmic, Sinister Dexter. Altres històries originals inclouen Black Light, Badlands, Atavar, Downlode Tales, Sancho Panzer, Roadkill, Wardog basat en el joc del mateix nom, Kingdom and Brink. Abnett també ha contribuït a algunes de les sèries més importants del còmic, com ara Judge Dredd, Durham Red i Rogue Trooper.
El seu treball per a Marvel inclou execucions a Guardians of the Galaxy, Death's Head 2, Battletide, Knights of Pendragon (tots els quals va cocrear), The Punisher, War Machine, Annihilation: Nova i diversos títols de X-Men, així com diverses històries per a la tira còmica de la revista Doctor Who.
A DC és probablement més conegut pel seu rellançament l'any 2000 de Legion of Super-Heroes com la sèrie limitada Legion Lost i després la sèrie The Legion. El seu treball per a DC sol estar escrit conjuntament amb Andy Lanning i sovint se'ls coneix com a DnA. Tots van cocrear el personatge de Resurrection Man amb l'artista Jackson Guice el 1997.
Per a Dark Horse Comics va coescriure Planet of the Apes: Blood Lines amb Ian Edginton, així com Lords of Misrule i HyperSonic.
Abnett's First & Only va ser una de les primeres novel·les publicades per la Black Library de Games Workshop. Les seves altres novel·les ambientades a l'univers Warhammer 40.000 de ciència-ficció militar de Games Workshop inclouen la sèrie Gaunt's Ghosts, les trilogies Eisenhorn i Ravenor i, més recentment, com a part de la sèrie Horus Heresy, els best-sellers de SF Horus Rising, Legion, Prospero. Burns, Know No Fear i The End and the Death Part 1. També és autor de quatre sèries de còmics, recollides com a novel·les gràfiques, per a l'empremta Black Library de Games Workshop als volums Damnation Crusade, Lone Wolves, Inquisitor Ascendant i Titan.
Haver escrit els audiodrames de Doctor Who The Harvest i Nocturne per a la sèrie de Big Finish. També va ser autor Everyone Says Hello, un drama d'àudio basat en Torchwood. Va ser autor d'una novel·la "Border Princes", una novel·la de Torchwood i el dispositiu d'enquadrament de l'antologia de Doctor Who The Story of Martha.
El 1994, va escriure un còmic promocional per promoure l'obertura de la muntanya russa Nemesis a Alton Towers.

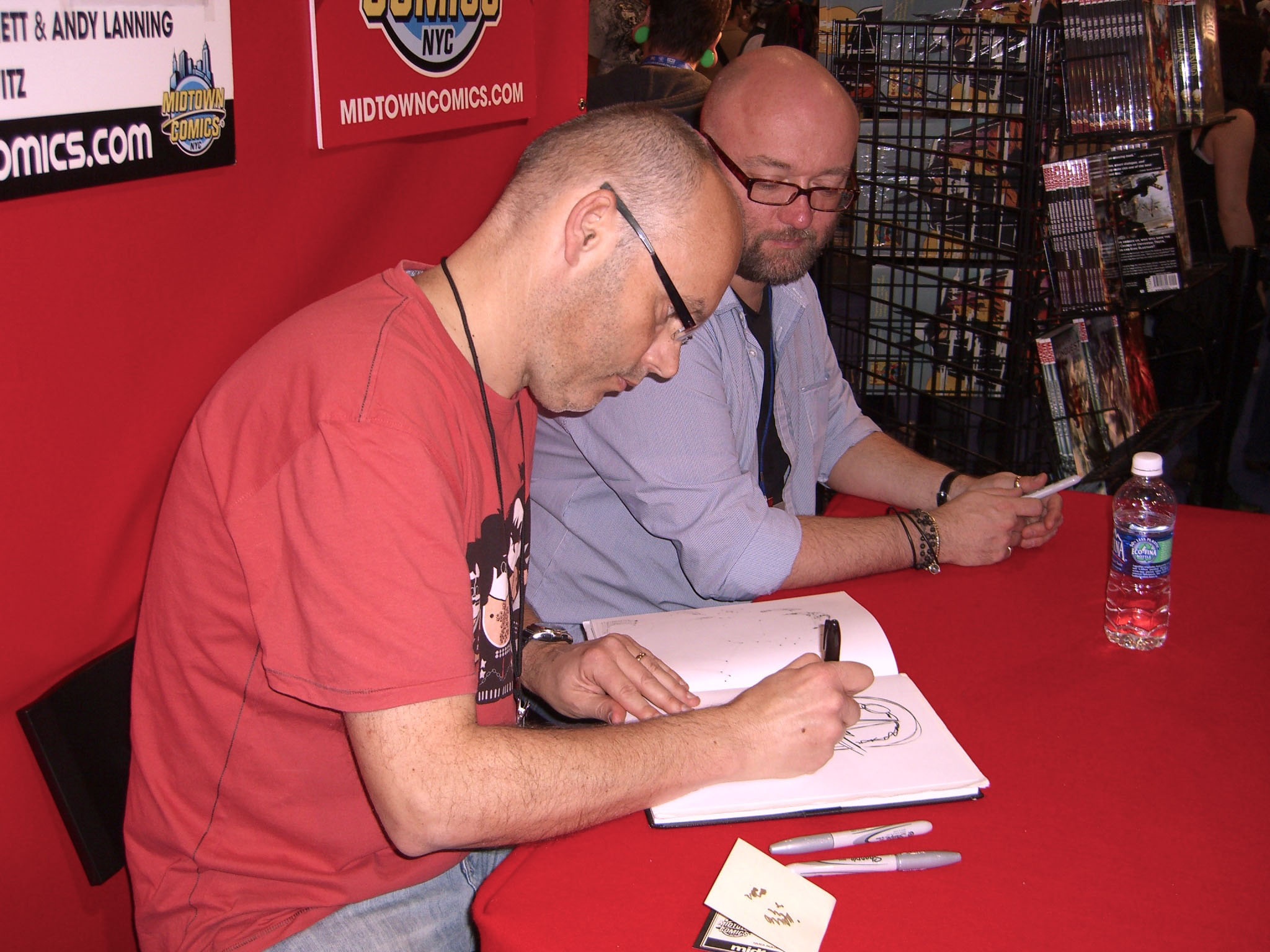
Abnett i el col·laborador habitual Andy Lanning a l'estand de Midtown Comics a la New York Comic Con, 10 d'octubre de 2010.

## Treballs de la dècada del 2010
Abnett va concloure Insurrection i va començar una nova sèrie en el mateix entorn, Lawless, també a Judge Dredd Megazine. Mentrestant, l'any 2000 dC ha continuat Kingdom, ha contribuït a Grey Area i ha començat una altra nova sèrie, Brink. També va començar a escriure els títols d'Aquaman i Titans per a la marca DC Rebirth, inclosa la història transversal "The Lazarus Contract", que va ser coautor amb Christopher Priest i Benjamin Percy.

## Ficció original
El 19 de març de 2009, l'empremta de ciència-ficció, fantasia i terror de HarperCollins, Angry Robot, va anunciar l'adquisició de tres novel·les originals d'Abnett. Eren Triumff: Her Majesty's Hero, una història ambientada en el regnat d'història alternativa d'Elizabeth XXX i Embedded, una història de guerra propera amb un periodista protagonista, que tindria un seguiment ambientat en el mateix escenari. Només es van publicar dues novel·les.